# Kłujkowate
Kłujkowate (Bovichtidae) – rodzina ryb okoniokształtnych.

## Występowanie
Wody morskie na południe od Australii, Nowej Zelandii i Ameryki Południowej oraz wody słodkie południowo-wschodniej Australii i Tasmanii.

## Klasyfikacja
Rodzaje zaliczane do tej rodziny:
Bovichtus — Cottoperca — Halaphritis